# Лелішка
Лелішка (пол. Leliszka) — лісове селище у Польщі, в Люблінському воєводстві Томашовського повіту, ґміни Ярчів.